# Varsham
Varsham (Telugu: వర్షం, Deszcz) to tollywoodzki film wyprodukowany przez M.S. Raju a wyreżyserowany przez Sobhan. W filmie występują Prabhas, Trisha Krishnan i Gopichand. Muzykę do filmu skomponował Devi Sri Prasad. Film stał się wielkim hitem i został ponownie sfilmowany w języku tamilskim pod tytułem Mazhai, a wystąpili w nim Jayam Ravi i Shriya Saran.

## Fabuła
Venkat (Prabhas) i Sailaja (Trisha Krishnan) to dwójka młodych ludzi, którzy po raz pierwszy spotykają się w pociągu. Obydwoje stoją przy drzwiach, a na zewnątrz leje. Dziewczyna jest wniebowzięta, cieszy się jak dziecko rozsiewając dookoła swój urok, który pada na młodzieńca. Zresztą i jej również chłopak przypada do gustu. I tak w deszczowej atmosferze rozpoczynają się ich przygody. Najpierw na malutkim dworcu, gdzie pociąg ma postój i młodzi mają okazję potańczyć na peronie w strugach ulewnego deszczu, a potem w najróżniejszych innych miejscach. To deszcz będzie im wyznaczał porę spotkań.
Jednak cukierkowo nie może być, bo to Tollywood, więc na drodze do szczęścia stanie Bhadranna (Gopichand) – lokalny mafiozo, który również podkochuje się w pięknej Sailajy i chce ją mieć dla siebie.

## Obsada
- Prabhas – Venkat
- Trisha Krishnan – Sailaja
- Gopichand – Bhadranna
- Prakash Raj – Ranga Rao, ojciec Sailaji
- Raghu Babu
- Chandramohan
- Subramaniam Dharmavarapu – Gali Ganna Rao
- Venkateswara Rao Narra – minister sprawa wewnętrznych
- Shafi – Kasi, przyrodni brat Bhadranny
- Jayaprakash Reddy
- Pavala Shyamala
- Suneel

## Nagrody
- Telugu Filmfare Nagroda dla najlepszego filmu – M.S. Raju
- Telugu Filmfare Nagroda dla najlepszej aktorki – Trisha Krishnan
- Telugu Filmfare Nagroda dla najlepszego kompozytora – Devi Sri Prasad
- Santosham Nagroda dla najlepszego filmu – M.S. Raju
- Santosham Nagroda dla najlepszej aktorki – Trisha Krishnan
- Santosham Nagroda za najlepszy debiut – Prabhas
- Santosham Nagroda dla najlepszego kompozytora – Devi Sri Prasad
- Santosham Nagroda za najlepsze zdjęcia – S. Gopal Reddy
- Santosham Nagroda za najlepszą choreografię – Prabhu Deva
- Santosham Nagroda za najlepszy scenariusz – M.S. Raju
- Santosham Nagroda za najlepsze dialogi – Paruchuri Brothers

## Muzyka
Muzykę do filmu skomponował Devi Sri Prasad, autor muzyki do takich filmów jak Arya, Maayavi, Nuvvostanante Nenoddantana, Bunny, Unnakum Ennakum, Bommarillu, Pournami, Aata, czy Jagadam.    
| Tytuł          | Wykonawca               | Czas trwania |
| -------------- | ----------------------- | ------------ |
| Nuvvosthanante | Chitra, Raqeeb Alam     | 5:32         |
| Mellagaa       | SPB. Charan, Sumangali  | 5:19         |
| Langa Voni     | Tippu, Usha             | 3:52         |
| Joole Joole    | Mallikarjun, Kalpana    | 5:02         |
| Kopama         | Karthik, Shreya Ghoshal | 4:50         |
| Neeti Mullai   | Sagar, Sumangaly        | 1:20         |
| Nizam Pori     | Adnan Sami, Sunitha Rao | 4:12         |

## Motywy kinaindyjskiego
- W deszczu padającym na ich twarze z otwartych drzwi pociągu bohaterowie się poznają. W deszczu ponownie się przypadkiem spotykają uznając, że deszcz ich łączy. Deszcz pada na jej zdjęcie, gdy on pełen żalu do niej jedzie ją ocalić z rąk gangstera. Ona urzeka go tańcząc w deszczu, przemawiając do deszczu. Motyw deszczu także m.in. – Sainikudu, Deszcz, Naach, czy Yeh Dillagi. W trzech ostatnich też motyw tańca w deszczu, częsty w indyjskich filmach.
- Venkat jadąc pociągiem spotyka Sailaję, wpadają na siebie, gdy pociąg hamuje, urzeka go tańcem w deszczu, gdy pociąg zatrzymuje się z powodu zalania torów, uciekają pociągiem skłóceni ze sobą. Motyw pociągu – m.in. w The Namesake, Swades, Kiedy ją spotkałem, Guru, Dhoom 2, Nigdy nie mów żegnaj, Pardes, czy Żona dla zuchwałych.
- W filmie mowa o ocaleniu przez Boga nieprzytomnego wuja Venkata. Bóg interweniuje poprzez osobę Venkata, który go w ostatniej chwili wynosi spośród sypiących się skał. Para bohaterów modli się razem w świątyni. Bóg interweniuje opowiadając się po stronie sprawiedliwości i ocala bohatera od ciosu w plecy zrzucając na napastnika wyobrażająca Go płonącą figurę. Motyw wiary, modlitwy, błogosławieństwa obecny w większości filmów m.in. też – Cicho sza!, Coś się dzieje, Gdyby jutra nie było, English Babu Desi Mem, Guddu, Aitraaz, Mujhse Dosti Karoge!, Chaahat, Na Tum Jaano Na Hum, Guddu, Gdyby jutra nie było, Home Delivery: Aapko... Ghar Tak, Honeymoon Travels Pvt. Ltd., Waqt: The Race Against Time, Żona dla zuchwałych, Vaada
- Gangster zostaje wezwany przez umierającego ojca. Ten przekazuje mu swoją ostatnią wolę. Nie zhańbić nigdy kobiety. I podzielić się majątkiem z przyrodnim dotychczas nieuznawanym bratem. Motyw ostatniej rozmowy syna z umierającym ojcem – m.in. w Nigdy nie mów żegnaj, Chaahat, Jestem przy tobie, Waqt: The Race Against Time.
- Bhadranna wściekły z powodu ucieczki Sailaji jedzie do Hajdarabadu, aby osobiście zabić Venkata. Mierzy się z nim walczą podczas świątecznego festynu. Hajdarabad jest tłem m.in. takich filmów jak: Yeh Dil, Okkadu, Nijam, Athadu, Wojownik, czy Yogi (film 2007).
- Gangsterzy wzywając Venkata na rozmowę z Bhadranna niezadowolonym z jego zainteresowania dziewczyną porywają siostrzeńca bohatera. Zrozpaczony ściga on ich uliczkami miasta Warangal. Motyw pościgu w mieście – m.in. Darr, Towarzystwo, Shootout at Lokhandwala, Wojownik, Kaaka Kaaka, Yeh Dil, Taxi Number 9211, Black Friday, Okkadu, czy Nijam.
- Bhadranna nie chce swojemu przyrodniemu bratu zadośćuczynić za krzywdę i wbrew woli ojca nie dzieli się z nim majątkiem. Uznając go jednak za brata czyni z niego swego niewolnika. Motyw braci w dramatycznej relacji m.in. w – Sarkar, Chatrapati, czy Kisna.
- Sailaja porwana przez pożądającego ją Bhandrę ostrzega go, aby pomyślał, co spotkało demona Rawanę, gdy porwał Ramie Sitę. Wściekły Bhandra zmienia oglądane właśnie przedstawienie "Ramajany". Każe mangalsutrę nałożyć na szyję Sity Rawanie, a nie Ramie, wywołując tym krzyki przeciwko bluźnierstwu. Podobnie zareagowali widzowie na zmianę słów z Ramajany w filmie Lajja. Motyw "Ramajany" występuje ponadto m.in. – Swades, Jestem przy tobie, Athadu, czy Sainikudu.
- Ojciec Sailaji chcąc spłacić swoje karciane długi, próbuje wbrew oporom córki i niezgodzie Venkata zrobić z niej gwiazdę filmową. Motyw filmu w filmie pojawia się też m.in. w Rangeela, Om Shanti Om, czy My Bollywood Bride.
- Gangster podczas palenia zwłok ojca i wrzucania ich do rzeki, ku zgorszeniu wuja, wysłuchuje od swoich ludzi informacji, gdzie zdobyć dziewczynę, której pożąda. Motyw pogrzebu hinduskiego  też m.in. – Rang De Basanti, Czasem słońce, czasem deszcz, Wojownik, Coś się dzieje, Baazigar, Anniyan, Viruddh... Family Comes First, Humko Tumse Pyaar Hai, Okkadu. Prochy wrzucane do wody m.in. – Vaada, Veer-Zaara, Nigdy cię nie zapomnę.
- Nie mogąc pozyskać serca dziewczyny gangster porywa ją, stwarzając dla rozdzielonych żalem zakochanych okazję do pogodzenia się. Motyw porwania też m.in. – Ek Ajnabee, Ek Hasina Thi, Sainikudu, Road, czy Pinjar.
- Venkat na motorze jedzie uratować porwaną przez gangstera dziewczynę. Motyw motoru częsty w indyjskich filmach, m.in. też – Nijam, Athadu, Yuva, Saathiya, Deewana, Namiętność, Yes Boss, Sainikudu, Rang De Basanti.
- Minister po śmierci gangstera zgłasza jego synowi Bhandrze gotowość służenia, bycie do dyspozycji na telefon. Bhandra jadąc do Hajdarabadu, aby się rozprawić z Venkatem zapewnia sobie poprzez sprzedajnego polityka gwarancje nietykalności ze strony policji. Powiązania skorumpowanych polityków z gangsterami też m.in. – Towarzystwo, Apaharan, Sainikudu, Athadu, Dum, Lajja, Nigdy cię nie zapomnę.
- Ojciec bohaterki kłamie, intryguje nie chcąc dopuścić do jej ślubu z ukochanym. Motyw nieakceptacji wyboru współmałżonka przez rodziców częsty w indysjkich filamach. Odrzucenie wybranego przez ojca dziewczyny też m.in. – Żona dla zuchwałych, Dil, czy Saathiya.

## Gesty kinaindyjskiego
- Ojciec dziewczyny szantażując rodzinę samobójstwem zmusza córkę do złożenia przysięgi na życie matki. Obiecuje ona, że aby umożliwić ojcu spłatę długów, zagra w filmie. Gest złożenia przysięgi, obietnicy – tu poprzez położenie ręki dziewczyny na głowie matki- obecny też m.in. w – Apne, czy Mujhse Dosti Karoge!.